# Николо Фортебрачо
Николо Фортебрачо делла Стела (на италиански: Niccolò Fortebraccio della Stella; * 1389 в Сант'Анджело ин Вадо; † 23 август 1435 във Фиордимонте) е италиански кондотиер.
Той е син на Якопо (speziale) от Сант'Анджело ин Вадо, и на Стела, сестрата на Брачио да Монтоне.
От 1426 до 1429 г. Николо служи на Република Флоренция. Воюва срещу Волтера и Лука, заедно с Гуидантонио да Монтефелтро. През 1430 г. се отделя от Николо Пичинино.

## Семейство
Жени се на 31 август 1434 г. за Лудовика, дъщеря на Франческо да Батифоле, граф на Попи. Те имат един син: Брачио Вечио, кондотиер.